# منظمة سيرفاس الدولية
منظمة سيرفاس الدولية (بالإسبرانتو«نحن نخدم (السلام)») وهي منظمة لا تهدف إلى الربح لتنظيم الإقامة والضيافة.
تأسست منظمة سيرفاس في عام 1949، في أعقاب الحرب العالمية الثانية، من قبل بوب لويتويلر والطلبة الدّانماركيّين الآخرين كشبكة دولية لكي يجتمع الأشخاص وحيثما كان ذلك مناسبًا، حتى يقدم له إقامة قصيرة، كجزء من حركة السلام.
ويمكن وصف المنظمة الآن بأنها منصة، وجزء من الاقتصاد المجاني. ويمكن أن يكون الأعضاء مضيفين ومسافرين على حد سواء، ولا يفرض المضيفون رسومًا على الإقامة.
ويمكن للأشخاص الراغبين في الانضمام إلى سيرفاس الوصول إلى موقع الويب، واستكمال استمارة الطلب وتقديم خطابات التوصية، وأن تجري مقابلات معهم لضمان فهمهم لهذا الغرض وبروتوكول العضوية في سيرفاس.
ويدفع الأعضاء رسوم سنوية للمنظمة، والتي يتم تحديدها محليا حسب البلد. وهناك مسؤول تنفيذي دولي ولكل بلد مجلس منتخب أو لجنة منتخبة لإدارتها العضوية (بما في ذلك المقابلات مع المتقدمين الجدد)، تحديد رسوم عضوية، تنظيم المناسبات الاجتماعية، ودعم مختلف الأنشطة المتعلقة بالسلام.
وتعد سيرفاس مملوكة من قبل منظمة غير حكومية معتمدة وتم دمجها مع الأمم المتحدة منذ عام 1973.

## روابط خارجية
الموقع الرسمي